# Don Partridge

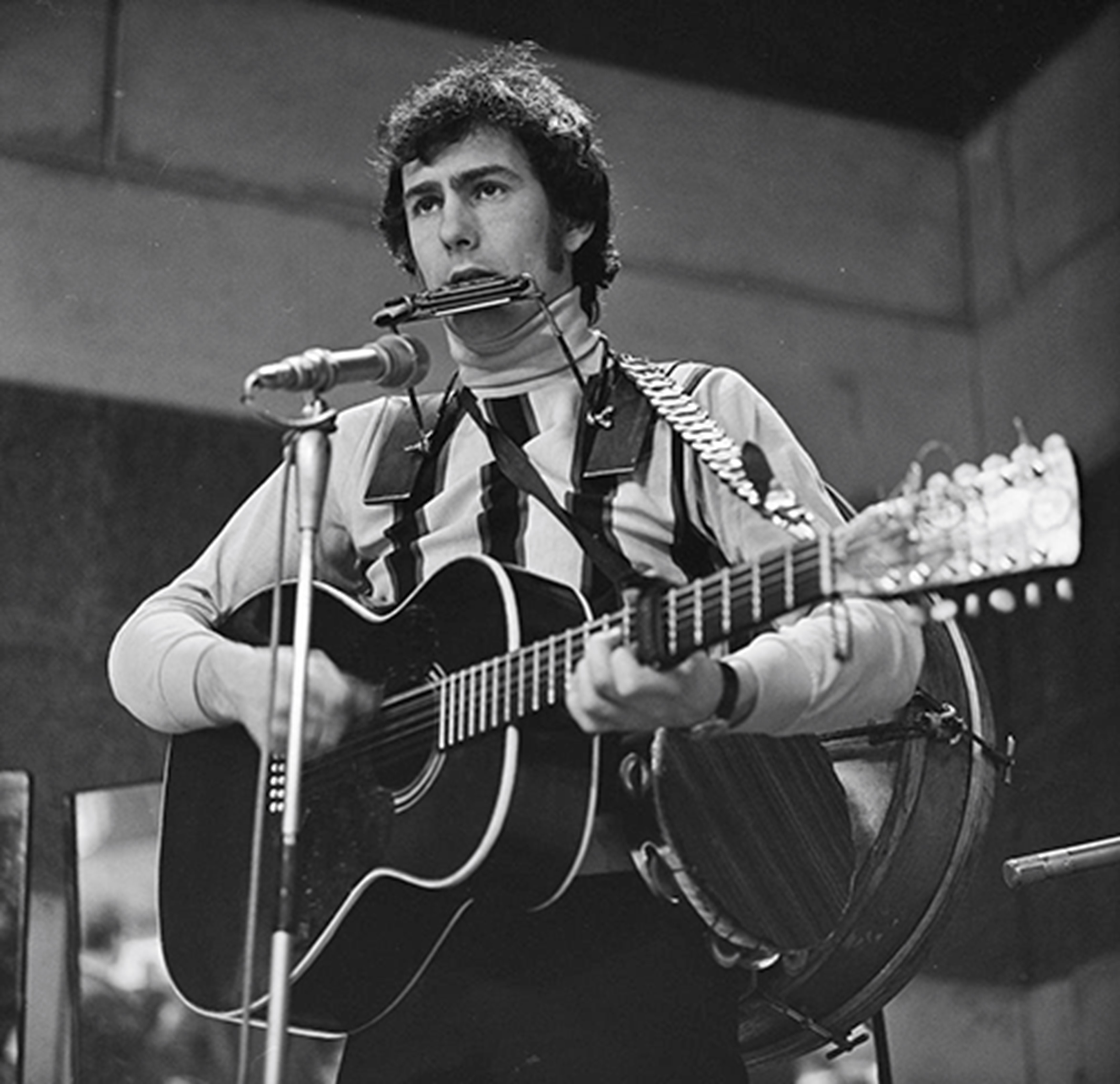
Don Partridge (1968)

Don Partridge (* 27. Oktober 1941 in Bournemouth; † 21. September 2010 in Peacehaven) war ein englischer Popsänger und Straßenmusiker.

## Leben
Partridge, der von der Presse als king of the buskers („König der Straßenmusiker“) bezeichnet wurde, zog in den 1960er Jahren als One-man band durch die Straßen Großbritanniens und Europas. 1967 bekam er einen Plattenvertrag bei EMI Records. Mit seinem im Jahr 1968 auf dem Columbia-Label veröffentlichten, von ihm selbst geschriebenen Song Rosie landete er einen überraschenden Top-Ten-Erfolg in den britischen Charts. Auch die nachfolgende Single Blue Eyes platzierte sich unter den ersten zehn der britischen Hitparade; in Irland erreichte der Song Platz eins. 1969 war Partridge mit Breakfast on Pluto ein weiterer, kleiner Hit vergönnt; 2005 wurde dieses Lied Namensgeber eines Films von Neil Jordan. Ebenfalls 1969 mietete Partridge die Royal Albert Hall für ein Konzert von Straßenmusikern, die sich den Erlös der Veranstaltung und eines dazu veröffentlichten Albums teilten.
Er machte auch anschließend weiter Musik und nahm Schallplatten auf; weitere Charterfolge blieben jedoch aus. Mit Herbie Flowers, Nick Pynn und Richard Durrant produzierte er 2004 das Album The Highwayman. Neben der Studioarbeit ging er auch in späteren Lebensjahren seiner Leidenschaft als Straßenmusiker nach.
Partridge starb 68-jährig nach einem Herzinfarkt im September 2010. Gitarrist Richard Durrant sagte über Partridge nach dessen Tod, er sei „das geborene Ein-Mann-Orchester, ein großartiger Dichter und einer der meistunterschätzten englischen Singer-Songwriter“ gewesen.